# Diathrausta cymialis
Diathrausta cymialis là một loài bướm đêm trong họ Crambidae.